# NK Kamnik
NK Kamnik je nogometni klub iz Kamnika, Gorenjska, Republika Slovenija.

U sezoni 2024./25. natječe se u Ljubljanskoj regionalnoj ligi, četvrtom rangu slovenskog nogometnog sustava.

## O klubu
Klub je osnovan u ljeto 1920. godine kao ŠND Kamnik.
U sezoni 1978./79. natjecao se u Slovenskoj republičkoj ligi, trećem rangu nogometnog sustava SFRJ.

## Unutarnje poveznice
- Kamnik

## Vanjske poveznice
- Službena web-stranica